# Bekvämlighetsflagg
Bekvämlighetsflagg betyder att man registrerar sitt fartyg i ett land med låga kostnader och begränsad kontroll av säkerhet, så kallad utflaggning. Till exempel Liberia och Panama är kända länder, där många fartyg registrerats under bekvämlighetsflagg.

## Länder som används för bekvämlighetsflaggning enligt ITF
Följande länder listats av Internationella Transportarbetarefederationen (International Transport Workers Federation, ITF) som länder vars flaggor används för bekvämlighetsflaggning. Det finns även andra länder förutom dessa som säljer rätten att använda deras flagga.
- Antigua och Barbuda, Karibien
- Bahamas, Karibien
- Barbados, Karibien
- Belize, Centralamerika
- Bermuda, Nordamerika
- Bolivia, Sydamerika
- Caymanöarna, Karibien
- Cypern, Medelhavet
- Cooköarna, Stilla havet
- Curaçao, Karibien
- Ekvatorialguinea, Centralafrika
- Färöarna, Nordatlanten
- Gabon, Centralafrika
- Georgien Östeuropa
- Gibraltar, Europa
- Honduras, Centralamerika
- Jamaica, Karibien
- Kamerun, Centralafrika
- Komorerna, Östafrika
- Libanon, Mellanöstern
- Liberia, Västafrika
- Malta, Medelhavet
- Madeira, Atlanten
- Marshallöarna, Stilla havet
- Mauritius, Indiska oceanen
- Moldavien, Östeuropa
- Mongoliet, Östasien
- Myanmar, Sydostasien
- Nordkorea, Östasien
- Palau, Mikronesien
- Panama, Centralamerika
- San Marino, Europa
- São Tomé och Príncipe, Centralafrika
- Sierra Leone, Västafrika
- Saint Kitts och Nevis, Karibien
- Saint Vincent och Grenadinerna, Karibien
- Sri Lanka, Indiska oceanen
- Swaziland, Sydafrika
- Togo, Västafrika
- Tyskland (GIS)
- Vanuatu, Stilla havet
- Zanzibar, Indiska oceanen